# Josh Morris

a Compétitions nationales et continentales officielles uniquement.

b Matchs officiels uniquement.
Josh Morris, né le 23 août 1986 à Kiama, est un joueur de rugby à XIII australien évoluant au poste d'ailier, d'arrière ou de centre dans les années 2000. 
Il a commencé sa carrière professionnelle aux St. George Illawarra Dragons en 2007 avant de la poursuivre en 2009 aux Canterbury Bulldogs. Titulaire en club, il a pris part au City vs Country Origin du côté de Country ainsi qu'au State of Origin avec les New South Wales Blues. Enfin, il est sélectionné en équipe d'Australie pour le Tournoi des Quatre Nations 2009 en Angleterre et en France. 
Son frère jumeau Brett Morris est également joueur de rugby à XIII.

## Palmarès
- Collectif : 
  - Vainqueur du State of Origin : 2019 (Nouvelle-Galles du Sud).